# Язовая (река)
Язовая — одна из малых рек, протекающих в городе Перми. Впадает по левому берегу реки Камы. Общая длина реки составляет 8,1 км, а площадь водосбора 17,7 км². Основным притоком является река Балмошная, впадающая на 2,98 км от устья по правому берегу.
Естественный русловой режим реки нарушен. В долине реки эрозионные процессы в оврагах и на склонах разрушают грунт, что усиливает опасность появления оползней. Река запружена в 3,1 км от устья.
По руслу реки проходит граница между микрорайонами Чапаева в Орджоникидзевском районе и Вышка-2 в Мотовилихинском.
Название реки, по одной из версий, произошло от фамилий Язев или Язов. Среди пермских фамилий в официальных документах впервые такая фамилия встречается в 1623 году: «Крестьянин починка Орефин на реке Язьве Федька Клементьев сын Язев». В документах 1711 года упоминается «житель деревни Косолапова, она же Пузикова» по фамилии Язов. Фамилия могла произойти от прозвища Яз из слова яз/ез, имевшего разные значения: «преграда из свай, кольев, вбитых в дно реки и оплетённых прутьями, с промежутками, в которые вставляются рыболовные снасти»; «огороженная езом часть реки, озера, пруда». Возможно, прозвище некогда было дано владельцу еза. Вместе с тем в коми языках слово яз (которое могло быть основой прозвища) означало «ноги лапами внутрь», то есть «косолапый».
Согласно толковому словарю Даля: «Яз — частокол или плетень поперёк всей реки, чтобы не дать рыбе верх хода и выловить её всю на месте… Язы особенно известны по Каме и её притокам… Называют язами и наискось вполовину, и втреть ширины реки, поставленные рыболовные плетни».